# دوروثي ستافورد
دوروثي ستافورد (بالإنجليزية: Dorothy Stafford)‏ هي مساعدة شخصية بريطانية، ولدت في 1 أكتوبر 1526، وتوفيت في 22 سبتمبر 1604.